# Derris pubipetala
Derris pubipetala är en ärtväxtart som beskrevs av Friedrich Anton Wilhelm Miquel. Derris pubipetala ingår i släktet Derris och familjen ärtväxter. Inga underarter finns listade i Catalogue of Life.